# Scheldeprijs 1909
De derde editie van de wielerwedstrijd Scheldeprijs werd gereden op 11 juli 1909 over een afstand van 104,3 kilometer. De zege ging naar de Belg Adrien Kranskens.

## Uitslag
| Scheldeprijs 1909 |                      |            |
| Plaats            | Naam                 | Tijd       |
| Winnaar           | Raymond Van Parijs   | 3u 30' 00" |
| 2                 | Jules Wiot           | z.t.       |
| 3                 | Georges Baets        | z.t.       |
| 4                 | Guillaume Verbist    | z.t.       |
| 5                 | Wagemans             | z.t.       |
| 6                 | Henri Van Hoorenbeek | z.t.       |
| 7                 | Van Elewyck          | z.t.       |
| 8                 | Jozef De Wachter     | z.t.       |
| 9                 | Karel Block          | z.t.       |
| 10                | Rijckers             | z.t.       |